# Verenigde Staten van Stellaland
De Verenigde Staten van Stellaland was een van de kleinere Boerenrepublieken met een kortstondig bestaan.

## Geschiedenis
Het land ontstond door de vereniging van Stellaland en Goosen en werd uitgeroepen tot protectoraat van de Zuid-Afrikaansche Republiek. Dit verontwaardigde de Britten, omdat dit de Conventie van Londen zou schenden. Bij de onderhandelingen trokken de Britten aan het langste eind. In 1885 stuurden de Britse kolonisten een expeditiemacht en op 30 september werd het land ingelijfd door het Britse protectoraat Beetsjoeanaland.